# Máscaras coreanas
 As máscaras coreanas têm uma longa tradição com o uso em vários contextos. Máscaras de qualquer tipo são chamadas de tal ( em coreano:  탈 ) em coreano, mas também são conhecidos por muitos outros nomes, como gamyeon, gwangdae, chorani, talbak e talbagaji. As máscaras coreanas vêm com um pano preto preso nas laterais da máscara, projetado para cobrir a parte de trás da cabeça e também para simular cabelos pretos.

## Objetivo
Elas foram usadas na guerra, tanto em soldados como em seus cavalos; cerimonialmente, para rituais funerários em jade e bronze e para cerimônias xamanísticas para afastar espíritos malignos, para lembrar os rostos de grandes figuras históricas em máscaras mortuárias e nas artes, particularmente em danças rituais, na corte e em peças teatrais. Os usos atuais são como máscaras em miniatura para lembranças de turistas ou em telefones celulares, onde são pendurados como talismãs de boa sorte.
Existem duas maneiras de categorizar máscaras: máscaras religiosas e máscaras artísticas. Máscaras religiosas eram freqüentemente usadas para afastar espíritos malignos e as máscaras artísticas eram usadas principalmente em danças e shows de teatro.

## Máscaras de dança
As máscaras utilizadas para a dança na Coréia são de aproximadamente 250 tipos e variam de forma. As máscaras no distrito central costumam ser mais bonitas e semelhantes ao rosto humano e, na província do sul, as máscaras são para sátira e xamanismo.

## Máscaras xamânicas
As máscaras muitas vezes horripilantes ou grotescas eram usadas nas práticas xamânicas por sua capacidade de evocar medo e humor em ritos cerimoniais. As máscaras eram geralmente feitas de madeira de amieiro, com várias camadas de laca para dar brilho às máscaras e impermeabilizá-las para uso. Elas também eram geralmente pintadas e tinham dobradiças para movimentos da boca.
Essas máscaras são comumente designadas como propriedade cultural nacional. O Hahoe, Sandae e Talchum são dramas de máscaras coreanas tradicionais de significado ritual e religioso.
Hahoe byeolsingut talnoré um tipo de peça exorcista, onde os artistas usam máscaras como yangbantal (nobre), bunetal, seonbital (erudito), gaksital (noiva), corangital, halmital (avó), jujital (monge chefe), jungital (monge), baekjeongtal (intocáveis) e imaetal .

## Bens culturais e tesouros nacionais
A peça Hahoe byeolsingut talnori foi denominada como Patrimônio Cultural Imaterial # 69 pelo governo sul-coreano em 17 de novembro de 1980. As máscaras Hahoe (coreano:하회) e Byeolsin também foram denominadas como tesouro nacional sul-coreano #121. A dança da máscara Hahoe é uma das peças populares da vila de Hahoe, na cidade de Andong, da dinastia Goryeo.

## Galeria
- Hahoetal
- Chayangbantal
- Yeoniptal
- Songpa sandaenori
- Talchum